# Ponzianis öppning
Den här artikeln använder algebraisk schacknotation för att beskriva schackdragen.
Ponzianis öppning är en schacköppning som börjar med dragen 1.e4 e5 2.Sf3 Sc6 3.c3.

## Partiexemplar
Vit: Savielly Tartakower
Svart: Efim Bogoljubov
London 1927
1.e4 e5 2.Sf3 Sc6 3.c3 Sf6 4.d4 d5 5.exd5 Dxd5 6.Le2 e4 7.Sfd2 e3 8.fxe3 Dxg2 9.Lf3 Dh3 10.De2 Sg4 11.Se4 Dh4 12.Kd1 Ld7 13.Ld2 O-O-O 14.Le1 De7 15.Lxg4 Dxe4 16.Lf3 Dg6 17.Sd2 f6 18.Lg3 h5 19.Tg1 h4        20.Lf2 Df7 21.e4 Ld6 22.Le3 Sa5 23.b4 La4 24.Ke1 Sc6 25.Sc4 Lxh2 26.Sb2 Lxg1 27.Lxg1 Sxd4 28.cxd4 Lc6 29.d5 Lxd5 30.exd5 The8 31.Le3 f5 32.Kf1 g5 33.Df2 g4 34.Lh1 Txd5 35.Lf4 Te4 36.Lxe4 fxe4 37.Kg1 g3      38.De3 Df6 39.Tb1 Tf5 40.Dxa7 Td5 41.Da8 Kd7 42.Dxb7 Dd4 43.Kh1 e3 44.Tc1 g2 45.Kxg2 h3 46.Kf3 Ke6 47.Txc7 h2 48.Dc6 Td6 49.De8 1-0